# Japan Soccer League 1973
Die Japan Soccer League 1973 war die neunte Spielzeit der japanischen Japan Soccer League. An ihr nahmen 20 Vereine teil. Meister wurden die Mitsubishi Heavy Industries.

## Ergebnisse

### Division 1
| Pl. | Verein                      | Sp. | S  | U | N  | Tore    | Diff. | Punkte |
| --- | --------------------------- | --- | -- | - | -- | ------- | ----- | ------ |
| 1.  | Mitsubishi Heavy Industries | 18  | 14 | 2 | 2  | 035:120 | +23   | 30     |
| 2.  | Hitachi                     | 18  | 12 | 1 | 5  | 035:180 | +17   | 25     |
| 3.  | Yanmar Diesel               | 18  | 10 | 3 | 5  | 040:170 | +23   | 23     |
| 4.  | Towa Real Estate            | 18  | 9  | 3 | 6  | 029:220 | +7    | 21     |
| 5.  | Furukawa Electric           | 18  | 9  | 3 | 6  | 031:270 | +4    | 21     |
| 6.  | Nippon Steel                | 18  | 7  | 2 | 9  | 025:260 | −1    | 16     |
| 7.  | Toyota Motors               | 18  | 5  | 5 | 8  | 022:310 | −9    | 15     |
| 8.  | Toyo Industries             | 18  | 4  | 6 | 8  | 016:280 | −12   | 14     |
| 9.  | Nippon Kokan                | 18  | 4  | 4 | 10 | 024:320 | −8    | 12     |
| 10. | Tanabe Pharmaceutical       | 18  | 1  | 1 | 16 | 007:510 | −44   | 03     |

### Division 2
| Pl. | Verein                      | Sp. | S  | U | N  | Tore    | Diff. | Punkte |
| --- | --------------------------- | --- | -- | - | -- | ------- | ----- | ------ |
| 1.  | Eidai Industries            | 18  | 11 | 4 | 3  | 051:240 | +27   | 26     |
| 2.  | Kofu SC                     | 18  | 12 | 2 | 4  | 039:250 | +14   | 26     |
| 3.  | Yomiuri                     | 18  | 10 | 4 | 4  | 040:210 | +19   | 24     |
| 4.  | Fujitsu                     | 18  | 9  | 4 | 5  | 033:280 | +5    | 22     |
| 5.  | NTT Kinki                   | 18  | 8  | 5 | 5  | 031:290 | +2    | 21     |
| 6.  | Dainichi Nippon Cable       | 18  | 5  | 6 | 7  | 030:340 | −4    | 16     |
| 7.  | Kyoto Shiko Club            | 18  | 5  | 4 | 9  | 031:350 | −4    | 14     |
| 8.  | Teijin Matsuyama            | 18  | 4  | 5 | 9  | 021:430 | −22   | 13     |
| 9.  | Toyoda Automatic Loom Works | 18  | 2  | 5 | 11 | 020:340 | −14   | 09     |
| 10. | Hagoromo Club               | 18  | 3  | 3 | 12 | 025:480 | −23   | 09     |

## Preise

### Torschützenkönige
- Akira Matsunaga (11 Tore) (Hitachi)

### Rookie des Jahres
- Hiroo Abe (Yanmar Diesel)

### Best XI
- Kenzō Yokoyama (Mitsubishi Heavy Industries)
- Kōzō Arai (Furukawa Electric)
- Kuniya Daini (Mitsubishi Heavy Industries)
- Yoshitada Yamaguchi (Hitachi)
- Hiroshi Ochiai (Mitsubishi Heavy Industries)
- Takaji Mori (Mitsubishi Heavy Industries)
- Ryūichi Sugiyama (Mitsubishi Heavy Industries)
- Sérgio Echigo (Towa Real Estate)
- Akira Matsunaga (Hitachi)
- Tsutomu Nakamura (Towa Real Estate)
- Takada Kazumi (Mitsubishi Heavy Industries)